# Мирадор (Парана)
Мирадор (порт. Mirador) — муниципалитет в Бразилии, входит в штат Парана. Составная часть мезорегиона Северо-запад штата Парана. Входит в экономико-статистический микрорегион Паранаваи.

## Население
- Численность: 2620 человек (2006 год).
- Плотность: 11,8 чел./км².

## География
- Площадь: 221,506 км².

## Экономика
- Валовой внутренний продукт на 2003 год составляет 21 621 907,00 реалов (данные: Бразильский институт географии и статистики).
- Валовой внутренний продукт на душу населения на 2003 год составляет 8429,59 реалов (данные: Бразильский институт географии и статистики).
- Индекс развития человеческого потенциала на 2000 год составляет 0,724 (данные: Программа развития ООН).